# نایجل هس
نایجل هس (انگلیسی: Nigel Hess؛ زادهٔ ۲۲ ژوئیهٔ ۱۹۵۳) موسیقی‌دان و آهنگساز اهل بریتانیا است. وی از سال ۱۹۷۹ میلادی تاکنون مشغول فعالیت بوده‌است.
از فیلم‌ها یا مجموعه‌های تلویزیونی که وی در آن‌ها نقش داشته‌است، می‌توان به در انتهای دوران میانسالی و گورکن اشاره نمود.